# Alpine F1 Team
BWT Alpine F1 Team este o echipă participantă în Formula 1 care reprezintă constructorul francez de mașini sport Alpine.
Fost numită Renault F1 Team și deținută de compania franceză de automobile Groupe Renault, echipa a fost redenumită pentru 2021 pentru a promova marca de mașini sport a Renault, Alpine, și continuă să servească drept echipă de lucru a Renault. Partea managerială și de șasiu a echipei are sediul în Enstone, Oxfordshire, Anglia, iar partea de motor a echipei se află în Viry-Châtillon, o suburbie a Parisului, Franța.

## Istoric

### Sezonul 2021

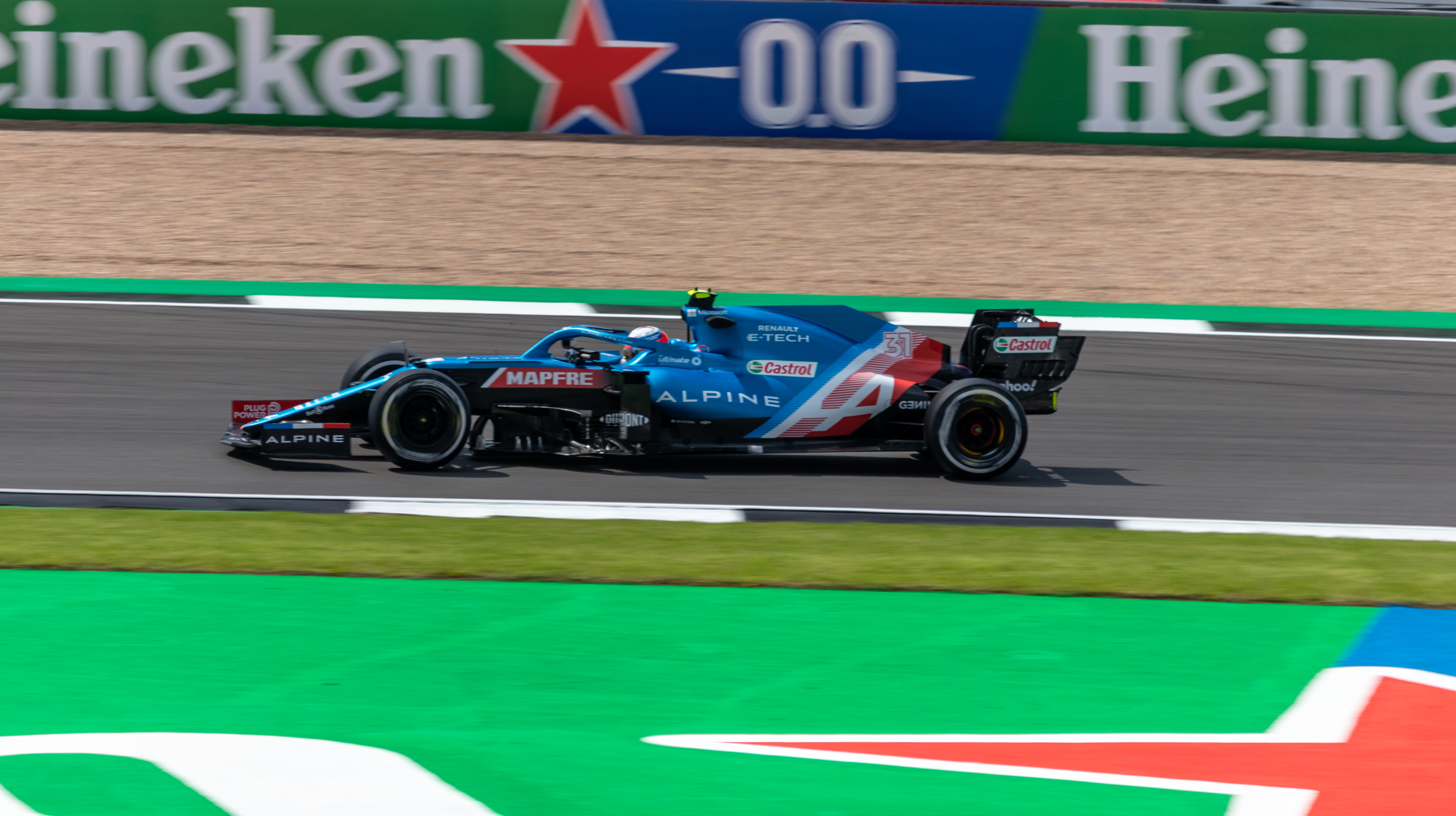
Esteban Ocon în.

Alpine F1 Team l-a semnat de dublul campion mondial, Fernando Alonso, pentru a-l înlocui pe Daniel Ricciardo, iar Esteban Ocon a fost păstrat din echipa Renault 2020. Mașina Alpine folosește motoare Renault. Șeful echipei Renault, Cyril Abiteboul, a anunțat că va pleca pe măsură ce Renault va tranziționa către Alpine. Abiteboul a fost înlocuit de Davide Brivio, care a lucrat anterior pentru Suzuki în MotoGP.
Prima cursă a echipei s-a încheiat cu Alonso forțat să se retragă, după ce niște resturi i-au provocat supraîncălzirea mașinii. Ocon a fost lovit de pilotul de la Aston Martin, Sebastian Vettel. În ciuda unui început dezamăgitor, Alpine a terminat în puncte în următoarele cincisprezece curse, inclusiv o victorie pentru Ocon la Marele Premiu al Ungariei din 2021. A marcat prima victorie pentru un pilot francez care conduce o mașină franceză propulsată de un motor francez, de la triumful lui Alain Prost la Marele Premiu al Austriei din 1983, care conducerea o mașină Renault. Alonso a marcat și un podium în Marele Premiu al Qatarului, după ce s-a calificat pe locul cinci, dar a început pe locul al treilea din cauza penalizărilor pe care Max Verstappen și Valtteri Bottas le-au suferit pe grilă.

### Sezonul 2022

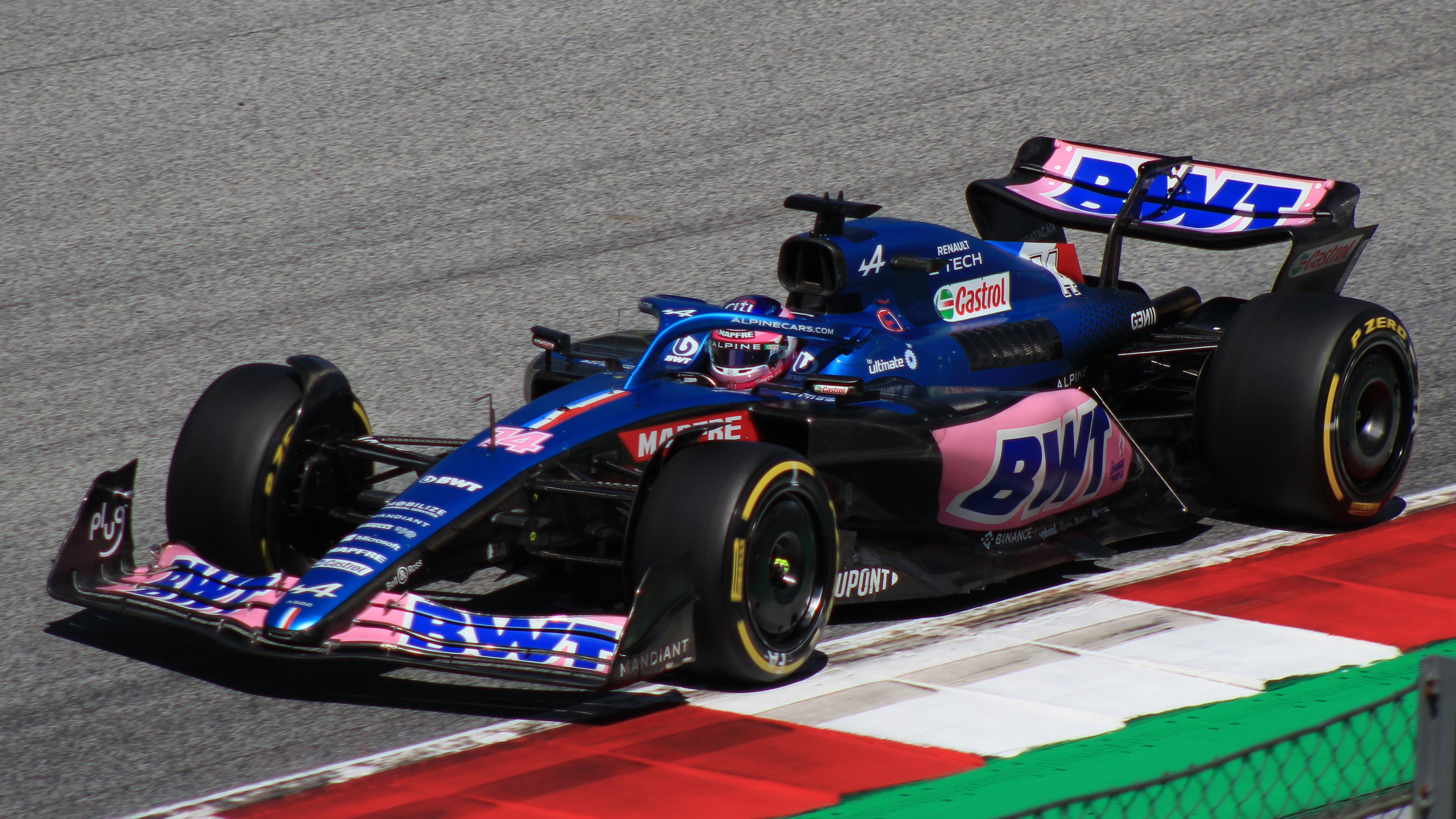
Fernando Alonso în.

În ianuarie 2022, atât directorul echipei, Marcin Budkowski, cât și directorul non-executiv, Alain Prost, și-au părăsit rolurile. Otmar Szafnauer, fostul principal al echipei Aston Martin F1, a fost anunțat ca noul director de echipă în aceeași lună. Fostul secretar general adjunct pentru sport la FIA, Bruno Famin, a fost recrutat ca director executiv al Alpine la Viry-Châtillon, responsabil pentru dezvoltarea unităților de putere. Famin a condus anterior, de asemenea, Peugeot către trei victorii consecutive în Raliul Dakar ca șef al diviziei sale sportive din 2016 până în 2018 și un triumf în Cursa de 24 de ore de la Le Mans din 2009 ca șef tehnic al programului său de anduranță. Oscar Piastri l-a înlocuit pe Daniil Kveat ca pilot de testare. În februarie 2022, BWT a devenit sponsorul principal al echipei, într-o afacere care vizează promovarea sustenabilității.
Alonso s-a calificat pe locul doi pentru Marele Premiu al Canadei, doar în spatele lui Verstappen. Aceasta a fost cea mai bună clasare a sa în calificări de la Marele Premiu al Germaniei din 2012 încoace, deși a suferit o problemă în cursă și a terminat pe locul 9. Echipa nu a mai obținut niciun podium față de sezonul precedent, locul 4 în Marele Premiu al Japoniei din 2022 fiind cea mai bună clasare într-o cursă. Alpine a încheiat sezonul pe locul 4 în campionatul constructorilor, acumulând în total 173 de puncte.

### Sezonul 2023
Alonso s-a mutat la Aston Martin pentru sezonul 2023. Alpine a anunțat că Oscar Piastri îl va înlocui pe Alonso; dar Piastri a negat imediat că are un contract pentru a concura cu echipa. Directorul echipei. Szafnauer. l-a criticat pe Piastri, spunând că acesta ar trebui să arate mai multă loialitate față de Alpine, și a susținut că el a fost recunoscător când i s-a spus despre promovarea sa în F1 înainte de anunțul lui Alpine. În septembrie 2022, o audiere a Consiliului de Recunoaștere a Contractelor a stabilit că Alpine nu avea un contract valabil cu Piastri și acesta era liber să concureze cu echipa rivală McLaren în 2023. În weekendul Marelui Premiu al Japoniei din 2022, echipa a confirmat că Pierre Gasly a semnat un contract de mai mulți ani cu ei începând cu 2023.
În iulie 2023, Laurent Rossi a fost înlocuit de Philippe Krief ca CEO. În weekendul Marelui Premiu al Belgiei, Alpine a anunțat că Otmar Szafnauer și directorul sportiv Alan Permane vor părăsi echipa după cursă. Pat Fry a părăsit și el echipa la sfârșitul anului pentru a se alătura lui Williams.

### Sezonul 2024
Pierre Gasly și Esteban Ocon au început sezonul 2024 cu rezultate dezamăgitoare, calificându-se pe ultima linie în Bahrain și terminând pe locurile 17 și 18. Echipa a obținut primele puncte în Miami, Ocon terminând pe locul 10. Cu toate acestea, tensiunile au crescut după ce Ocon s-a ciocnit cu Gasly în Monaco, retrăgându-se din cursă și primind o penalizare pe grila de start în Canada. La scurt timp după, Alpine a anunțat plecarea lui Ocon la finalul sezonului, după ce contractul său urma să expire. În luna mai au avut loc schimbări semnificative la nivelul conducerii, David Sanchez fiind numit director tehnic executiv, iar Flavio Briatore a revenit controversat în calitate de supervizor special. Briatore, care a demisionat în 2009 pe fondul unui scandal legat de aranjarea unei curse, a fost readus pentru a ajuta la conducerea echipei aflate în dificultate.
Sezonul echipei s-a schimbat la Marele Premiu de la São Paulo, unde Ocon și Gasly au obținut un dublu podium, terminând pe locul doi, respectiv trei, în spatele lui Max Verstappen. Acest rezultat a propulsat Alpine de pe locul nouă pe locul șase în Campionatul Constructorilor și a marcat primul dublu podium al echipei din 2013 încoace, când a concurat ca Lotus F1.
După Marele Premiu al Qatarului, unde Gasly a terminat al cincilea, iar Ocon a suferit un accident în primul tur, Alpine a anunțat despărțirea anticipată de Ocon. Jack Doohan, deja semnat pentru 2025, l-a înlocuit pe acesta pentru ultima cursă a sezonului, Marele Premiu de la Abu Dhabi, echipa încheind sezonul pe locul șase în campionatul constructorilor cu 65 de puncte acumulate.

## Palmares în Formula 1
| Sezon | Piloți                       | Motor               | Șasiu | Puncte | Loc |
| ----- | ---------------------------- | ------------------- | ----- | ------ | --- |
| 2024  | Esteban Ocon Pierre Gasly    | Renault E-Tech RE24 | A524  | 65     | 6   |
| 2023  | Esteban Ocon Pierre Gasly    | Renault E-Tech RE23 | A523  | 120    | 6   |
| 2022  | Esteban Ocon Fernando Alonso | Renault E-Tech RE22 | A522  | 173    | 4   |
| 2021  | Esteban Ocon Fernando Alonso | Renault E-Tech 20B  | A521  | 155    | 5   |